# Peter Roes
Peter Roes (nascido em 4 de maio de 1964) é um ex-ciclista belga que competia tanto em provas de pista, quanto de estrada. Competiu em três edições do Tour de France. Competiu como representante de seu país nos Jogos Olímpicos de Verão de 1984, onde a equipe belga terminou em oitavo lugar na perseguição por equipes de 4 km.